# Hrútafjörður
Hrútafjörður – fiord w północno-zachodniej Islandii, między nasadą półwyspu obejmującego Fiordy Zachodnie a półwyspem Heggstaðanes. Stanowi jedno z bocznych rozgałęzień zatoki Húnaflói, położone w jej południowo-zachodniej części. Na zachód od niego położony jest fiord Bitrufjörður, a na wschód - Miðfjörður. Fiord Hrútafjörður wcina się na około 35 km w głąb lądu. Przez blisko połowę swojej długości ma około 5 km szerokości, następnie zwęża się do około 1 km. Do fiordu uchodzi rzeka Hrútafjarðará.
Jedyną większą osadą na fiordem jest Borðeyri położona na zachodnim wybrzeżu. Wzdłuż tego wybrzeża biegnie droga nr 68. Wzdłuż części wschodniego wybrzeża biegnie główna islandzka droga nr 1. Tereny nad fiordem wchodzą w skład gminy Húnaþing vestra.